# 珊穴礁蟾魚
珊穴礁蟾魚（学名：Sanopus astrifer），為輻鰭魚綱蟾魚目蟾魚科的其中一種，被IUCN列為次級保育類動物，分布於中西大西洋區，從宏都拉斯至貝里斯海域，體長可達29公分，為底棲性魚類，生活在珊瑚礁。